# Oleoducto Trasandino
El Oleoducto Trasandino, llamado localmente el Oleoducto Trasandino Estenssoro-Pedrals, es un oleoducto entre Argentina y Chile. El oleoducto se dirige desde Puesto Hernández, en los yacimientos petrolíferos de la cuenca neuquina, hacia la refinería Bio Bío de ENAP en Hualpén, en el Gran Concepción.
El proyecto es operado conjuntamente por la Empresa Nacional del Petróleo (36.25 %), YPF (36 %) y Unocal Argentina (27.75 %). Tiene una extensión de 425 km.

## Historia
El Oleoducto Trasandino se extiende aproximadamente 425 km (264 millas) a través de la Cordillera de los Andes desde Puesto Hernández en la cuenca Neuquina, Argentina, hasta la refinería Bío Bío en Chile.  La capacidad de transporte del oleoducto de 16 pulgadas es de 107 000 bpd y atraviesa un escabroso terreno de montañas y elevadas alturas.  El oleoducto costó $220 mil millones y su construcción se realizó en dos años y medio, partiendo en 1994. Abastecía la demanda de petróleo en Chile y el resto era despachado a los mercados de los países del Pacífico. En octubre de 2000, se informó que la capacidad del oleoducto era de 115 000 bpd. En enero de 2006, al vencimiento del contrato con Chevron, el gobierno argentino detuvo los envíos de petróleo a Chile a través del Oleoducto Trasandino, alegando la inviabilidad de mantener operativo el oleoducto a menos de 5000 metros cúbicos (31 450 barriles) diarios.
En 2019, los gobiernos de Argentina y Chile anunciaron un proyecto de volver a poner en marcha el oleoducto para reanudar las exportaciones de petróleo a Chile, debido a la creciente producción de los yacimientos de Vaca Muerta. En febrero de 2020, Chile había completado los preparativos para volver a abrir el oleoducto de su lado de la frontera pero, del lado argentino, las operaciones permanecían detenidas debido a la falta de financiamiento y a los inconvenientes causados por la pandemia de coronavirus. En noviembre de 2021, había planes para que el gasoducto comenzara a operar en el primer trimestre de 2022. Durante la visita de Estado del presidente chileno Gabriel Boric a Argentina en abril de 2022, los ministros de Economía argentino, Martín Guzmán, y de Energía de Chile, Claudio Huepe Minoletti, suscribieron una declaración conjunta sobre integración energética, incluyendo el anuncio de la reapertura del gasoducto para 2023.

## Propietarios
Para julio de 2020, el oleoducto era propiedad conjunta de la empresa de energía estatal chilena ENAP (36.25 %), la empresa de energía argentina YPF (36 %) y Unocal Argentina (27.75 %). Anteriormente, el oleoducto era propiedad de un consorcio constituido por ENAP (46 %), Alberta Energy Co. (36 %) y Repsol-Yacimientos Petrolíferos Fiscales (18 %).